# Glodianus xanthostomus
Glodianus xanthostomus là một loài tò vò trong họ Ichneumonidae.